# Lăpușani, Argeș
Lăpușani este un sat în comuna Coșești din județul Argeș, Muntenia, România.